# Compsobuthus werneri
Espèce
Synonymes
- Buthus acutecarinatus werneri Birula, 1908

Compsobuthus werneri est une espèce de scorpions de la famille des Buthidae.

## Distribution
Cette espèce se rencontre au Soudan, en Égypte et en Érythrée,.

## Description
Compsobuthus werneri mesure de 24 à 40 mm.

## Systématique et taxinomie
Cette espèce a été décrite sous le protonyme Buthus acutecarinatus werneri par Birula en 1908. Elle est élevée au rang d'espèce et placée dans le genre Compsobuthus par Vachon en 1949.

## Étymologie
Cette espèce est nommée en l'honneur de Franz Werner.

## Publication originale
- Birula, 1908 : « Ergebnisse der mit Sudvention aus der Erbschaft Treitl unternommenen zoologischen Forshungreise Dr. F. Werner's nach dem agyptischen Sudan und Nord-Uganda. XIV. Scorpiones und Solifugae. » Sitzungsberichte der Kaiserlichen Akademie der Wissenschaften. Mathematisch-Naturwissenschaftliche Classe, vol. 117, no 2, p. 121-152 (texte intégral).